# La Conjuration des anciens
La Conjuration des anciens (titre original : The League of the Old Men) est une nouvelle américaine de Jack London publiée aux États-Unis en 1902.

## Historique
La nouvelle est publiée dans le périodique Brandur Magazine en octobre 1902, et dans le recueil Les Enfants du froid en septembre 1902.

## Résumé
Le vieil Imbert de la tribu des Whitefishs, coupable d'un nombre incalculable de meurtres, a décidé de se livrer à la police de Dawson.
Un soir, il avait entraîné les anciens dans la forêt et ils avaient fait le serment de purifier la terre de l'affreuse engeance qui l'avait infectée : les Blancs qui avaient « troqué notre viande contre des pendules qui ne fonctionnaient pas, et des montres aux entrailles brisées, des limes aux dents usées, des pistolets sans cartouches ».

## Éditions

### Éditions en anglais
- The League of the Old Men, dans le Brandur Magazine, New York, octobre 1902.
- The League of the Old Men, dans le recueil Children of the Frost, New York ,The Macmillan Co, septembre 1902.

### Traductions en français
- La Ligue des Vieux,  traduit par Louis Postif, in  Excelsior-Dimanche, périodique, septembre 1923.
- La Ligue des Vieux, traduit par Louis Postif, in Les Enfants du froid, recueil, Hachette, 1932.
- La Ligue des Vieillards, traduit par Simone Chambon, in Le Silence blanc et autres nouvelles, recueil bilingue, Le Livre de Poche, 1989.
- La Conjuration des anciens, traduit par Marc Chénetier, Gallimard, 2016[2].

## Sources
- « Bibliographie de Jack London », sur jack-london.fr (consulté le 20 février 2024)